# Deji Tobais
Deji Tobais (ur. 31 października 1991) – brytyjski lekkoatleta specjalizujący się w biegach sprinterskich.
W 2009 zdobył brązowy medal mistrzostw Europy juniorów w sztafecie 4 × 100 metrów. Podczas mistrzostw świata juniorów w Moncton (2010) odpadł w półfinale biegu na 100 metrów. Złoty i srebrny medalista młodzieżowych mistrzostw Europy w Tampere (2013). 
Rekordy życiowe: bieg na 100 metrów – 10,18 (7 czerwca 2014, Ratyzbona); bieg na 200 metrów – 20,61 (7 lipca 2012, Heusden).

## Osiągnięcia
| Rok  | Impreza                              | Miejsce  | Konkurencja             | Lokata     | Wynik |
| ---- | ------------------------------------ | -------- | ----------------------- | ---------- | ----- |
| 2008 | Igrzyska Wspólnoty Narodów młodzieży | Pune     | bieg na 100 metrów      | 4. miejsce | 10,52 |
| 2009 | Mistrzostwa Europy juniorów          | Nowy Sad | sztafeta 4 × 100 metrów | 3. miejsce | 39,78 |
| 2010 | Mistrzostwa świata juniorów          | Moncton  | bieg na 100 metrów      | półfinał   | 10,73 |
| 2010 | Mistrzostwa świata juniorów          | Moncton  | sztafeta 4 × 100 metrów | –          | DNF   |
| 2013 | Młodzieżowe mistrzostwa Europy       | Tampere  | bieg na 100 metrów      | 2. miejsce | 10,29 |
| 2013 | Młodzieżowe mistrzostwa Europy       | Tampere  | sztafeta 4 × 100 metrów | 1. miejsce | 38,77 |